# Nicotina (film)
Nicotina è un film messicano del 2003 diretto da Hugo Rodríguez.
Il titolo è dovuto al fatto che molti dei dialoghi e delle scene del film vertono attorno al consumo di tabacco: i due malviventi Nene e Tomson hanno delle conversazioni sul rischio di tumore per il fumo di sigaretta; il farmacista Beto, che vessa la sua dipendente Clara, attribuisce il suo cattivo umore al fatto di aver appena smesso di fumare, e per questo vieta le sigarette anche a lei. L'accensione di una sigaretta è anche l'evento che provoca la catastrofe finale.

## Trama
Città del Messico. Nella quiete delle mura domestiche, il giovane Lolo, esperto di informatica, sta cercando di entrare in possesso dei codici di accesso ad una banca svizzera per conto del suo amico Nene e del suo anziano socio Tomson. Il trio di hacker ha bisogno di quei codici per concludere un affare con la mafia russa. Mentre sta salvando i dati in un CD, attraverso delle telecamere nascoste, Lolo segue la vita di Andrea, l'affascinante vicina di casa di cui è follemente innamorato, al punto da filmare ogni suo singolo movimento e registrarne ogni telefonata.
Dopo aver salvato i dati, Lolo, Nene e Tomson raggiungono i due malavitosi russi Andrei e Svoboda nel motel in cui alloggiano. Durante l'incontro però qualcosa va storto: nel dischetto non ci sono i codici promessi. Lolo capisce al volo che c'è stato un terribile sbaglio e che nel CD ci sono le foto di Andrea. Lolo cerca di spiegare che lo scambio è dovuto alla sua vicina che, accortasi di essere spiata, è entrata nel suo appartamento e ha scaraventato sul pavimento i suoi dispositivi di archiviazione; Tomson, credendo che Andrei stia allungando il braccio per prendere un'arma (mentre in realtà stava solo scacciando uno scarafaggio) gli spara e lo uccide. La sparatoria prosegue poi nelle via della città coinvolgendo altre persone con cui i vari malviventi erano già entrati in contatto il giorno stesso: Svoboda, ferito, si rifugia nel negozio del barbiere Goyo, dov'era stato poc'anzi, mentre Nene si fa medicare dalla farmacista Clara, dalla quale, poco prima, aveva acquistato delle sigarette. 
Svoboda muore sulla poltrona del barbiere; Goyo e sua moglie Carmen, che hanno sentito una conversazione al telefono con la sua complice, cercano di impadronirsi di ciò che di prezioso che ha con sé; dato che non trovano nulla nella sua valigetta, pensano che abbia ingerito dei diamanti. Intanto Nene si accorge della presenza di un'altra persona nell'abitazione annessa alla bottega: si tratta di Beto, il proprietario della farmacia, che chiede a Clara che le porti un asciugamano dopo che ha finito la doccia. Clara scongiura Nene di fare silenzio e di non usare la violenza, affinché Beto non si accorga di niente.
Mentre la moglie del barbiere tenta di convincere il marito ad aprire il ventre di Svoboda per cercare i diamanti, entra un poliziotto che chiede di farsi tagliare i capelli. Quest'ultimo si accorge poi che sotto Svoboda (sistemato sulla poltrona come se fosse un cliente che si è addormentato) ci sono delle macchie di sangue; per farlo tacere, Carmen gli spara con la pistola di Svoboda. Clara, dal canto suo, porge l'asciugamano a Beto e gli dice che non vuole più saperne delle sue avances sessuali. Mentre Nene è ancora nascosto, giunge un poliziotto amico di Beto che dà a quest'ultimo un involucro contenente probabilmente della droga.
Poiché Goyo si rifiuta di tagliare l'addome di Svoboda, Carmen spara verso di lui, ma solo come minaccia. Tomson, quando si affaccia allo sportello della farmacia per riprendere Nene, viene abbattuto da Beto che era stato messo in guardia dall'amico poliziotto sulla presenza di uomini armati. Nene, nascosto nel negozio, uccide allora Beto, poi entra nella barberia trovando Carmen, con le mani nelle viscere di Svoboda, che dice di non aver trovato nulla. Nene comprende che le pietre sono in una bambola di pezza e la raccoglie; Carmen allora gli spara alla schiena mentre esce dal negozio. Goyo lo segue pistola in mano; quando lo vede cadere, torna sui suoi passi. Lolo, che era assieme a Tomson, raccoglie la bambola e corre via. 
La polizia trova Carmen con gli abiti insanguinati sul cadavere di Svoboda e arresta la donna. Lolo torna a casa e decide di combinare uno scherzo telefonico a Joaquín, il direttore d'orchestra amante di Andrea, cosa che provoca una lite tra i due. Quando si accende una sigaretta per godersi lo spettacolo, il gas che era uscito dal fornelletto (Lolo aveva messo un pentolino sul fuoco ma l'acqua vi si era versata sopra spegnendolo) s'incendia e l'appartamento esplode.

## Premi e candidature
- 2004 – Premio Ariel
  - Miglior attrice a Rosa María Bianchi
  - Miglior attore a Rafael Inclán[2]
  - Miglior attore non protagonista a Daniel Giménez Cacho
  - Migliore sceneggiatura originale
  - Miglior montaggio
  - Migliori effetti sonori
- 2004 – MTV Movie Awards Messico
  - Miglior film
  - Miglior attore a Diego Luna
  - Miglior Diego Luna in un film con Diego Luna a Diego Luna
  - Peggior fumatore a Diego Luna
  - Miglior cameo a José María Yazpik
- 2005 – Motion Picture Sound Editors
  - Candidatura ai Migliori effetti sonori in un film straniero